# Cristina Steingräber
Cristina Ines Steingräber (* 1971 in Lissabon) ist eine deutsche Kunst- und Architekturhistorikerin sowie Verlegerin.

## Leben
Cristina I. Steingräber studierte Kunstgeschichte, romanische Philologie und Kirchengeschichte an der Christian-Albrechts-Universität in Kiel. Sie wurde 2002 in Architekturgeschichte mit dem Thema Heinrich Lauterbach. Leben und Werk 1893–1973 promoviert. Von 1995 bis 1997 war sie wissenschaftliche Mitarbeiterin an der Christian-Albrechts-Universität zu Kiel, zunächst im Bibliothekswesen am Kunsthistorisches Institut, später im Dekanat der Philosophischen Fakultät. Zwischen 1997 und 2002 war sie als freie Redakteurin tätig. Anschließend war sie von 2003 bis 2004 Museumsassistentin in Fortbildung bei den Staatlichen Museen zu Berlin, Stiftung Preußischer Kulturbesitz. Sie arbeitete als Kuratorin an der Nationalgalerie unter Generaldirektor Peter-Klaus Schuster und koordinierte u. a. als Kuratorin gemeinsam mit Kayoko Ota und Andres Lepik die Ausstellung Content. Rem Koolhaas und AMO/OMA (2003) in der Neuen Nationalgalerie in Berlin und arbeitete im Kuratorenteam an der Erstpräsentation der Friedrich Christian Flick Collection im Hamburger Bahnhof (2004–2005) mit. Zwischen 2004 und 2006 war Cristina Steingräber Leiterin des Referats „Publikationen, Aus- und Fortbildung“ an der Generaldirektion der Staatlichen Museen zu Berlin, Stiftung Preußischer Kulturbesitz.
2006 begründete sie als Programmleiterin das Berliner Büro des Hatje Cantz Verlags (Ostfildern). Sie leitete den Verlag in Berlin von 2006 bis 2013. Von 2013 bis Ende 2017 war sie Verlegerin und Geschäftsführerin des Hatje Cantz Verlags. 2015 führte sie die Reihe Edition Gerd Hatje ein. 2017 verließ sie den Verlag. Von 2017 bis 2019 studierte sie Wirtschaftswissenschaften und erwarb einen MBA der Technischen Universität München. Seit 2019 ist sie Verlegerin des ArchiTangle Verlags in Berlin. 

## Veröffentlichungen
- Neues Museum Berlin. Friederike von Rauch/David Chipperfield (engl.). Hatje Cantz Verlag, Berlin 2009, ISBN 3775723765.
- als Hrsg. mit Peter-Klaus Schuster: Museumsinsel Berlin.  DuMont Buchverlag, Köln 2004, ISBN 3832172173.
- als Hrsg.: Marino Marini. Miracolo: Skulptur, Grafik, Fotografie (engl.). Hatje Cantz Verlag, Berlin 2006, ISBN 3775718753.
- mit Sibylle Luig: Das Geschenk der Kunst – Die Staatlichen Museen und ihre Sammler. Edition Minerva, München 2005, ISBN 3938832045.
- Friederike von Rauch, David Chipperfield: Neues Museum. Mit einem Interview mit David Chipperfield von Andres Lepik und einem Text von Cristina Steingräber. Hatje Cantz, Ostfildern 2009.
- Der Architekt Heinrich Lauterbach. Verlag Ludwig, Kiel 2006, ISBN 3937719075.